# Conomyza karooana
Conomyza karooana är en tvåvingeart som beskrevs av Hesse 1956. Conomyza karooana ingår i släktet Conomyza och familjen svävflugor. Inga underarter finns listade i Catalogue of Life.